# 大槻和夫
大槻 和夫（おおつき かずお、1936年2月6日 - ）は、日本の国語教育学者。広島大学名誉教授。
京都府天田郡川合村（現福知山市）生まれ。京都府立綾部高等学校卒、1958年広島大学教育学部卒、1965年同博士課程中退、教育学部助手、1967年講師、1970年助教授、1984年教授、1993-1997年附属小学校長、1999年定年退官、名誉教授、安田女子大学教授。
2016年、春の叙勲で瑞宝中綬章を受章。

## 著作集
（このほかに単著なし）
- 『大槻和夫著作集』全9巻 渓水社、2005

第1巻 国語教育学への探究道程 その軌跡
第2巻 国語科授業の課題と創成
第3-5巻 国語科授業の創成に培う
第6巻 文学・古典文学の授業
第7巻 説明・論説・評論・作文の授業
第8巻 ドイツ国語教育の考究
第9巻 平和教育への宿願

### 共編著
- 『国語教材研究シリーズ 7 説明文編』野地潤家共編著 桜楓社 1980
- 『国語教材研究シリーズ 8 論説・評論編』野地潤家共編著 桜楓社 1981
- 『達成目標を明確にした国語科授業改造入門』編著 明治図書出版 1982 基礎学力保障のために
- 『国語教育学』編 福村出版 1990 教職科学講座
- 『国語科重要用語300の基礎知識』編著 明治図書出版 2001 重要用語300の基礎知識
- 『国語教育研究』吉田裕久、植山俊宏共編 朝倉書店 2006 朝倉国語教育講座

## 参考
- 大槻和夫先生・年譜および著述目録「広島大学　論叢国語教育学」